# Камнев, Николай Арсеньевич
Николай Арсеньевич Камнев (14 декабря 1926 — 15 июня 1996) — специалист в области радиолокации, лауреат Государственной премии СССР (1978).

## Биография
Родился 14 декабря 1926 в с. Пехлец (сейчас Кораблинский район Рязанской области).
В 1945—1950 гг. служил в армии, участник боевых действий.
Окончил МЭИ (1957).
С 1950 по 1987 г. работал в НИИ-10 (с 1967 ВНИИРЭ, с 1973 г. — ВНИИ «Альтаир», будущий Морской НИИ радиоэлектроники «Альтаир»): лаборант, старший лаборант, техник, старший техник, инженер, старший инженер, зам. начальника лаборатории, зам. начальника сектора, ведущий конструктор.
Участник создания малогабаритных приёмо-передающих устройств для бортовых РГС корабельных ЗРК.

## Награды и звания
- Государственная премия СССР (1978);
- Орден Отечественной войны II степени (1 августа 1986);
- Медали.